# 东京城站
东京城站是图佳铁路的一个车站，位于黑龙江省牡丹江市宁安市东京城镇，距图们站178公里，现由哈尔滨铁路局牡丹江车务段管辖。该站目前接发图佳线上的普客及普快列车，同时还有2016年3月18日增开的牡丹江-东京城公交化快速列车。本站办理的业务包括旅客乘降、普通行李包裹运输以及整车、零担货物发到。